# Tonino Caputo
Tonino Caputo (Lecce, 1933 – Lecce, 5 agosto 2021) è stato un pittore e scenografo italiano.

## Biografia
Nel 1952 è a Roma dove si iscrive alla Facoltà di Architettura. Risale al 1956 la sua prima collettiva, iniziando così la sua ricerca quinquennale nel campo dell'Informale. Nel 1958 partecipa a una collettiva romana insieme a Mimmo Rotella, Carla Accardi, Corrado Cagli, Giandomenico Gnoli, Gastone Novelli, ... Conosce e stringe rapporti d'amicizia con Piero Manzoni.  Dal 1963 al 1965 lavora a Parigi, nel 1965 partecipa alla IX° Quadriennale di Roma  e dal 1966-1968 inizia l'attività di scenografo cominciando con il teatro e il cinema di Carmelo Bene di cui sarà amico e suo stretto collaboratore. Sono sue le scenografie di Nostra Signora dei Turchi e Capricci e tutte le locandine degli spettacoli teatrali di Bene di questo periodo.
A partire dal 1970 fino al 1973, Caputo compie diversi viaggi nei paesi dell'Est europeo. Nel 1972 partecipa alla biennale di Venezia (sezione teatro) con le scenografie per il dramma "Egloga" di Franco Cuomo e Maricla Boggio. Nel 1974 collabora all'Enciclopedia Treccani come coordinatore dell'immagine del vocabolario. Nel 1977-1979 è in Australia. Tra il 1983 e il 1984 esegue due pale d'altare per la chiesa di Quercia di Aulla (Massa-Carrara). Nel 1983 è in Svezia e a partire dal 1984 fa la spola tra Roma e New York. Nel 1992 Caputo risulta nella rivista inglese Art and Design tra i cinquanta artisti italiani più significativi della seconda metà del XX secolo. Le sue opere figurano in collezioni private e pubbliche in Italia, Francia, Belgio, Paesi Bassi, Germania, Svizzera, Inghilterra, Svezia, Danimarca, Israele, Stati Uniti, Argentina e Australia. Per i suoi scorci urbani desolati, in particolar modo newyorkesi, Fortunato Bellonzi definisce Tonino Caputo il “nuovo metafisico”.

## Opere nei musei
- Museo d'arte di Avellino con l'opera: Il cortile (1987).
- Museo di Stato dello Iowa Des Moines (Stati Uniti)